# Austin Krajicek
Austin Krajicek (Tampa, Estats Units, 16 de juny de 1990) és un tennista professional estatunidenc especialista en la modalitat de dobles, on va ser número u del rànquing mundial (2023).
En la modalitat de dobles va guanyar dotze títols del circuit ATP, destacant el Roland Garros (2023). També destaca la medalla d'argent olímpica aconseguida als Jocs Olímpics de París 2024 junt a Rajeev Ram. En la modalitat de dobles mixts va ser finalista de US Open (2023). Ha format part de l'equip estatunidenc de la Copa Davis en diverses ocasions.
Va estudiar a la Universitat de Texas A&M i va competir en el campionat de la NCAA. És familiar llunyà dels també tennistes neerlandesos Richard Krajicek i Michaëlla Krajicek.

## Torneigs de Grand Slam

### Dobles masculins: 2 (1−1)
| Resultat  | Núm. | Any  | Torneig       | Parella    | Oponents                          | Marcador            |
| --------- | ---- | ---- | ------------- | ---------- | --------------------------------- | ------------------- |
| Finalista | 1.   | 2022 | Roland Garros | Ivan Dodig | Marcelo Arévalo Jean-Julien Rojer | 7−6(4), 6−7(5), 3−6 |
| Guanyador | 1.   | 2023 | Roland Garros | Ivan Dodig | Sander Gillé Joran Vliegen        | 6−3, 6−1            |

### Dobles mixts: 1 (0−1)
| Resultat  | Núm. | Any  | Torneig | Parella        | Oponents                       | Marcador |
| --------- | ---- | ---- | ------- | -------------- | ------------------------------ | -------- |
| Finalista | 1.   | 2023 | US Open | Jessica Pegula | Anna Danilina Harri Heliövaara | 3−6, 4−6 |

## Jocs Olímpics

### Dobles masculins
| Any  | Campionat                    | Parella    | Oponents                 | Resultat       |
| ---- | ---------------------------- | ---------- | ------------------------ | -------------- |
| 2024 | Jocs Olímpics, París, França | Rajeev Ram | Matthew Ebden John Peers | 6−7(3), 6−7(2) |

## Palmarès

### Dobles masculins: 32 (14−18)
| Llegenda                          |
| --------------------------------- |
| Grand Slams (1−1)                 |
| Jocs Olímpics Argent (1)          |
| ATP Finals (0−0)                  |
| ATP World Tour Masters 1000 (1−4) |
| ATP World Tour 500 (4−3)          |
| ATP World Tour 250 (8−9)          |

| Títols per superfície |
| --------------------- |
| Dura (6−13)           |
| Gespa (4−2)           |
| Terra batuda (4−3)    |

| Resultat  | Núm. | Data                   | Torneig                         | Superfície   | Parella               | Oponents                             | Marcador               |
| --------- | ---- | ---------------------- | ------------------------------- | ------------ | --------------------- | ------------------------------------ | ---------------------- |
| Finalista | 1.   | 10 de gener de 2016    | Chennai, Índia                  | Dura         | Benoît Paire          | Oliver Marach Fabrice Martin         | 3−6, 5−7               |
| Finalista | 2.   | 11 de febrer de 2018   | Quito, Equador                  | Terra batuda | Jackson Withrow       | Nicolás Jarry Hans Podlipnik         | 6−7(6), 3−6            |
| Finalista | 3.   | 30 de setembre de 2018 | Chengdu, Xina                   | Dura         | Jeevan Nedunchezhiyan | Ivan Dodig Mate Pavić                | 2−6, 4−6               |
| Guanyador | 1.   | 21 d'octubre de 2018   | Moscou, Rússia                  | Dura (i)     | Rajeev Ram            | Max Mirnyi Philipp Oswald            | 7−6(4), 6−4            |
| Finalista | 4.   | 2 de març de 2019      | Acapulco, Mèxic                 | Dura         | Artem Sitak           | Alexander Zverev Mischa Zverev       | 6−2, 6−7(4), [5−10]    |
| Guanyador | 2.   | 16 de juny de 2019     | 's-Hertogenbosch, Països Baixos | Gespa        | Dominic Inglot        | Marcus Daniell Wesley Koolhof        | 6−4, 4−6, [10−4]       |
| Guanyador | 3.   | 28 de juliol de 2019   | Atlanta, Estats Units           | Dura         | Dominic Inglot        | Bob Bryan Mike Bryan                 | 6−4, 6−7(5), [11−9]    |
| Finalista | 5.   | 3 d'agost de 2019      | Los Cabos, Mèxic                | Dura         | Dominic Inglot        | Romain Arneodo Hugo Nys              | 5−7, 7−5, [14−16]      |
| Guanyador | 4.   | 13 de setembre de 2020 | Kitzbühel, Àustria              | Terra batuda | Franko Škugor         | Marcel Granollers Horacio Zeballos   | 7−6(5), 7−5            |
| Finalista | 6.   | 18 de juliol de 2021   | Newport, Estats Units           | Gespa        | Vasek Pospisil        | William Blumberg Jack Sock           | 2−6, 6−7(3)            |
| Finalista | 7.   | 22 d'agost de 2021     | Cincinnati, Estats Units        | Dura         | Steve Johnson         | Marcel Granollers Horacio Zeballos   | 6−7(5), 6−7(5)         |
| Finalista | 8.   | 28 d'agost de 2021     | Winston-Salem, Estats Units     | Dura         | Ivan Dodig            | Marcelo Arévalo Matwé Middelkoop     | 7−6(5), 5−7, [6−10]    |
| Guanyador | 5.   | 21 de maig de 2022     | Lió, França                     | Terra batuda | Ivan Dodig            | Máximo González Marcelo Melo         | 6−3, 6−4               |
| Finalista | 9.   | 4 de juny de 2022      | Roland Garros, França           | Terra batuda | Ivan Dodig            | Marcelo Arévalo J-J. Rojer           | 7−6(4), 6−7(5), 3−6    |
| Finalista | 10.  | 7 d'agost de 2022      | Washington DC, Estats Units     | Dura         | Ivan Dodig            | Nick Kyrgios Jack Sock               | 5−7, 4−6               |
| Finalista | 11.  | 16 d'octubre de 2022   | Florència, Itàlia               | Dura (i)     | Ivan Dodig            | Nicolas Mahut É. Roger-Vasselin      | 6−7(4), 3−6            |
| Guanyador | 6.   | 23 d'octubre de 2022   | Nàpols, Itàlia                  | Dura (i)     | Ivan Dodig            | Matthew Ebden John Peers             | 6−3, 1−6, [10−8]       |
| Guanyador | 7.   | 30 d'octubre de 2022   | Basilea, Suïssa                 | Dura (i)     | Ivan Dodig            | Nicolas Mahut É. Roger-Vasselin      | 6−4, 7−6(5)            |
| Finalista | 12.  | 6 de novembre de 2022  | París, França                   | Dura (i)     | Ivan Dodig            | Wesley Koolhof Neal Skupski          | 6−7(5), 4−6            |
| Finalista | 13.  | 14 de gener de 2023    | Adelaida, Austràlia             | Dura         | Ivan Dodig            | Marcelo Arévalo J-J. Rojer           | Renúncia               |
| Guanyador | 8.   | 19 de febrer de 2023   | Rotterdam, Països Baixos        | Dura (i)     | Ivan Dodig            | Rohan Bopanna Matthew Ebden          | 7−6(5), 2−6, [12−10]   |
| Finalista | 14.  | 2 d'abril de 2023      | Miami, Estats Units             | Dura         | Nicolas Mahut         | Santiago González É. Roger-Vasselin  | 6−7(4), 5−7            |
| Guanyador | 9.   | 16 d'abril de 2023     | Montecarlo, Mònaco              | Terra batuda | Ivan Dodig            | Romain Arneodo T-S. Weissborn        | 6−0, 4−6, [14−12]      |
| Guanyador | 10.  | 10 de juny de 2023     | Roland Garros                   | Terra batuda | Ivan Dodig            | Sander Gillé Joran Vliegen           | 6−3, 6−1               |
| Guanyador | 11.  | 25 de juny de 2023     | Londres, Regne Unit             | Gespa        | Ivan Dodig            | Taylor Fritz Jiří Lehečka            | 6−4, 6−7(5), [10−3]    |
| Finalista | 15.  | 1 de juliol de 2023    | Eastbourne, Regne Unit          | Gespa        | Ivan Dodig            | Nikola Mektić Mate Pavić             | 4−6, 2−6               |
| Guanyador | 12.  | 8 d'octubre de 2023    | Pequín, Xina                    | Dura         | Ivan Dodig            | Wesley Koolhof Neal Skupski          | 6−7(12), 6−3, [10−5]   |
| Finalista | 16.  | 2 de març de 2024      | Dubai, Emirats Àrabs Units      | Dura         | Ivan Dodig            | Tallon Griekspoor Jan-Lennard Struff | 4−6, 6−4, [6−10]       |
| Finalista | 17.  | 30 de març de 2024     | Miami (2)                       | Dura         | Ivan Dodig            | Rohan Bopanna Matthew Ebden          | 7−6(3), 3−6, [6−10]    |
| Finalista | 18.  | 3 d'agost de 2024      | Jocs Olímpics, París, França    | Terra batuda | Rajeev Ram            | Matthew Ebden John Peers             | 7−6(6), 6−7(1), [8−10] |
| Guanyador | 13.  | 15 de juny de 2025     | Stuttgart, Alemanya             | Gespa        | Santiago González     | Alex Michelsen Rajeev Ram            | 6−4, 6−4               |
| Guanyador | 14.  | 28 de juny de 2025     | Mallorca, Espanya               | Gespa        | Santiago González     | Yuki Bhambri Robert Galloway         | 6−1, 1−6, [15−13]      |

#### Períodes com a número 1
| Núm. | Predecessor                 | Dates                   | Successor                   | Setmanes | Acumulat |
| ---- | --------------------------- | ----------------------- | --------------------------- | -------- | -------- |
| 1.   | Wesley Koolhof Neal Skupski | 12/06/2023 − 18/06/2023 | Wesley Koolhof Neal Skupski | 1        | 1        |
| 2.   | Wesley Koolhof Neal Skupski | 26/06/2023 − 16/07/2023 | Wesley Koolhof Neal Skupski | 3        | 4        |
| 3.   | Neal Skupski                | 11/09/2023 − 28/01/2024 | Rohan Bopanna               | 20       | 24       |
| 4.   | Rohan Bopanna               | 18/03/2024 − 31/03/2024 | Rohan Bopanna               | 2        | 26       |

### Dobles mixts: 1 (0−1)
| Resultat  | Núm. | Data                   | Torneig               | Superfície | Parella        | Oponents                       | Marcador |
| --------- | ---- | ---------------------- | --------------------- | ---------- | -------------- | ------------------------------ | -------- |
| Finalista | 1.   | 10 de setembre de 2023 | US Open, Estats Units | Dura       | Jessica Pegula | Anna Danilina Harri Heliövaara | 3−6, 4−6 |

## Trajectòria

### Dobles masculins
| Open d'Austràlia | A   | A   | A           | A           | 2R          | 2R  | A           | A           | 2R          | 3R          | A     | 2R    | 1R    | 2R | 0 / 7     | 7 – 7     |
| Roland Garros | A   | A   | A           | A           | 2R          | A   | A           | A           | 1R          | 2R          | 2R    | F     | G     | 2R | 2 / 7     | 15 – 6    |
| Wimbledon | A   | A   | A           | 2R          | A           | A   | A           | 1R          | 1R          | NC          | 1R    | 3R    | 2R    | 1R | 0 / 7     | 4 – 7     |
| US Open | 1R  | A   | 2R          | 1R          | 1R          | 1R  | 2R          | QF          | 2R          | 2R          | 2R    | 2R    | SF    | 2R | 0 / 13    | 14 – 13   |
| Jocs Olímpics | NC  | A   | No celebrat | No celebrat | No celebrat | A   | No celebrat | No celebrat | No celebrat | No celebrat | 4t    | NC    | NC    | 2n | 0 / 2     | 7 − 3     |
| ATP World Tour Finals | A   | A   | A           | A           | A           | A   | A           | A           | A           | A           | A     | RR    | RR    |    | 0 / 2     | 1 − 5     |
| Total Victòries−Derrotes                                                                                                   | 0−1 | 0−0 | 1−1         | 7−8         | 6−11        | 5−8 | 1−2         | 17−8        | 31−26       | 14−10       | 24−23 | 40−26 | 47−19 |    | 222 – 165 | 222 – 165 |
| Rànquing a final d'any | 382 | 146 | 104         | 69          | 83          | 112 | 126         | 41          | 42          | 41          | 40    | 10    | 1     |    |           |           |
| Llegenda: G: Guanyador; F: Finalista; SF: Semifinalista; QF: Quarts de final; Q: Qualificació; A: Absent; RR: Round Robin; |     |     |             |             |             |     |             |             |             |             |       |       |       |    |           |           |

### Dobles mixts
| Open d'Austràlia | A   |  | A   | 1R  | A   | 1R  | 1R  | A   | 0 / 3  | 0 – 3  |
| Roland Garros | A   |  | 2R  | NC  | A   | 1R  | 1R  | 1R  | 0 / 4  | 1 – 4  |
| Wimbledon | A   |  | A   | NC  | 1R  | 1R  | A   | 1R  | 0 / 3  | 0 – 3  |
| US Open | 1R  |  | 1R  | NC  | SF  | 2R  | F   | 1R  | 0 / 6  | 8 – 6  |
| Total Victòries−Derrotes                                                                                                   | 0−1 |  | 1−2 | 0−1 | 3−2 | 1−4 | 4−3 | 0−3 | 9 – 16 | 9 – 16 |
| Llegenda: G: Guanyador; F: Finalista; SF: Semifinalista; QF: Quarts de final; Q: Qualificació; A: Absent; RR: Round Robin; |     |  |     |     |     |     |     |     |        |        |